# Ilario Bandini
Ilario Bandini (18. travnja 1911. – 12. travnja 1992.) bio je talijanski proizvođač automobila i vozač utrka automobila i motocikala. Ilario Bandini je u svome rodnom mjestu Forlì, osnovao 1946.g. tvrtku Bandini Automobili, koja se je bavila proizvodnjom spotskih automobila.

## Životopis
Nakon što je napustio osnovnu školu, Bandini je radio kao mehaničar. U dobi od 25 godina selu u Eritreju, tadašnju talijansku koloniju gdje je stekao dragocjeno iskustvo popravljajući kamione i vodeći tvrtku koja se bavila prijevozom između Dekemhare i Asmara. Godine 1939.g. vratio se u Italiju, gdje je u Forli otvorio automehaničarsku radionu i bavio se iznajmljivanje automobila. Iste godine se je počeo natjecati u automobilističkim sportovima kao vozač motocikala.
Nakon drugog svjetskog rata, godine 1946. stvorio je svoj prvi automobil. Sastavio je i modificirao dijelove Fiata 1100 (kojeg je rastavio i sakrio kako ga ne bi tijekom rata zaplijenila vojska), a šasiju od aluminija je napravio Rocco Motto. Tako je nastao Bandini 1100. 